# Matlock (série télévisée)
Pour les articles homonymes, voir Matlock.
Matlock est une série télévisée américaine avec un pilote de 90 minutes et 193 épisodes de 45 minutes, créée par Dean Hargrove et diffusée entre le 3 mars 1986 et le 8 mai 1992 sur le réseau NBC, puis entre le 5 novembre 1992 et le 7 mai 1995 sur le réseau ABC.
En France, la série a été diffusée à partir du 31 août 1987 sur La Cinq, puis sur France 3 entre 1992 et 1997, sur TF6 entre 2002 et 2003 et en Suisse, sur la TSR.

## Synopsis
Benjamin Matlock est un célèbre avocat d'Atlanta qui, pour 100 000 $, et avec l'aide de sa fille Charlene, également avocate, et du détective privé Tyler Hudson, use de tout son talent pour gagner n'importe quel procès.

## Distribution
- Andy Griffith (VF : Philippe Dumat) : Benjamin Matlock
- Linda Purl : Charlene Matlock (1986-1987)
- Kene Holliday (en) : Tyler Hudson (1986-1989)
- Nancy Stafford : Michelle Thomas (1987-1992)
- Kari Lizer : Cassie Phillips (1987-1988)
- Julie Sommars : Julie March (1987-1992)
- Clarence Gilyard Jr. (VF : Luc Bernard) : Conrad McMasters (1989-1993)
- Brynn Thayer : Leanne McIntyre / Leanne Lewis / Roxanne Windemere (1991-1994)

## Épisodes
Tous les épisodes ont été doublés en français.

### Pilote (1986)
1. Journal d'un meurtre parfait (Diary of a Perfect Murder)

### Première saison (1986-1987)
1. Le Juge (The Judge)
2. La Strip-teaseuse (The Stripper)
3. L'Affaire (The Affair)
4. Le Champion (The Seduction)
5. Le Parrain : 1re partie (The Don: Part 1)
6. Le Parrain : 2e partie (The Don: Part 2)
7. Les Sœurs (The Sisters)
8. Le Flic (The Cop)
9. L'Ange (The Angel)
10. Le Professeur (The Professor)
11. Le Père Noël (Santa Claus)
12. Le Chef (The Chef)
13. L'Auteur (The Author)
14. Panier de crabes (The Rat Pack)
15. L'Infirmière (The Nurse)
16. Le Détenu (The Convict)
17. La Cour martiale[3] : 1re partie (The Court Martial: Part 1)
18. La Cour martiale[3] : 2e partie (The Court Martial: Part 2)
19. Cassie (The Therapist)
20. Accusation (The People vs. Matlock)
21. Le Photographe (The Photographer)
22. Le Journaliste (The Widow)
23. Les Docteurs (The Doctors)

### Deuxième saison (1987-1988)
1. Le Milliardaire : 1re partie (The Billionaire: Part 1)
2. Le Milliardaire : 2e partie (The Billionaire: Part 2)
3. Le Justicier aveugle (Blind Justice)
4. Le Mari (The Husband)
5. La Puissance de l'argent : 1re partie (The Power Brokers: Part 1)
6. La Puissance de l'argent : 2e partie (The Power Brokers: Part 2)
7. L'Exterminateur (The Annihilator)
8. Une drôle de salade (The Network)
9. Sa meilleure amie (The Best Friend)
10. Le Chanteur (The Country Boy)
11. Un drôle de Père Noël (The Gift)
12. Las Vegas (The Gambler)
13. Pour le sport (The Body)
14. La Réunion (The Reunion)
15. Le Gigolo (The Gigolo)
16. L'Arbitre (The Umpire)
17. Le Député : 1re partie ou Investigations[4] (The Investigation: Part 1)
18. Le Député : 2e partie ou Investigations[4] (The Investigation: Part 2)
19. Les Mercantis (The Hucksters)
20. Le Délaissé (The Lovelorn)
21. Le Génie (The Genius)
22. Le Magicien (The Magician)
23. Le Pêcheur (The Fisherman)
24. L'Héritière (The Heiress)

### Troisième saison (1988-1989)
1. Le Rossignol (The Lemon)
2. L'Ambassadeur : 1re partie (The Ambassador: Part 1)
3. L'Ambassadeur : 2e partie (The Ambassador: Part 2)
4. La Maîtresse (The Mistress)
5. Un homme détestable (The D.J.)
6. Le Capitaine (The Captain)
7. La Vendetta (The Vendetta)
8. Le Masque de la vérité : 1re partie (The Mayor: Part 1)
9. Le Masque de la vérité : 2e partie (The Mayor: Part 2)
10. La Veuve noire (The Black Widow)
11. Les Deux Extrêmes (The Other Woman)
12. La Starlette (The Starlet)
13. La Voyante (The Psychic)
14. Le Voleur : 1re partie (The Thief: Part 1)
15. Le Voleur : 2e partie (The Thief: Part 2)
16. Le Pur-sang (The Thoroughbred)
17. Le Mannequin (The Model)
18. La Secte (The Cult)
19. Le Blues inachevé (The Blues Singer)
20. Péché mortel (The Priest)

### Quatrième saison (1989-1990)
1. La Colonie perdue : 1re partie (The Hunting Party: Part 1)
2. La Colonie perdue : 2e partie (The Hunting Party: Part 2)
3. Un fils au-dessus de tout soupçon (The Good Boy)
4. Le scénario était prévu (The Best Seller)
5. L'Ex (The Ex)
6. Le Clown (The Clown)
7. Mort sur commande (The Star)
8. Un escroc repenti (The Con Man)
9. Le Prisonnier : 1re partie (The Prisoner: Part 1)
10. Le Prisonnier : 2e partie (The Prisoner: Part 2)
11. Le Fugitif (The Fugitive)
12. Une partie de chasse entre amis (The Buddies)
13. Arpagon père Noël (The Scrooge)
14. Le Témoin (The Witness)
15. Matlock à la fac (The Student)
16. Ciel, mon jeudi ! (The Talk Show)
17. La Victime (The Victim)
18. Le Ravisseur (The Kidnapper)
19. Le Professionnel (The Pro)
20. La Balance : 1re partie (The Informer: Part 1)
21. La Balance : 2e partie (The Informer: Part 2)
22. Le Procureur (The D.A.)
23. Le Maître-chanteur (The Blackmailer)
24. Les Sablés de Miss White (The Cookie Monster)

### Cinquième saison (1990-1991)
1. La Mère (The Mother)
2. Impasse : 1re partie (Nowhere to Turn: Part 1)
3. Impasse : 2e partie (Nowhere to Turn: Part 2)
4. Madame (The Madam)
5. Un professeur très particulier (The Personal Trainer)
6. Scandale au bureau des narcotiques (The Narc)
7. Le Secret : 1re partie (The Secret: Part 1)
8. Le Secret : 2e partie (The Secret: Part 2)
9. Les Jumeaux (The Brothers)
10. La Cover Girl (The Cover Girl)
11. Le Motard (The Biker)
12. L'Agent de change (The Broker)
13. Le Boxeur (The Fighter)
14. La Critique (The Critic)
15. Les Parents (The Parents)
16. L'Homme de l'année (The Man of the Year)
17. Le Pyromane (The Arsonist)
18. La Formule (The Formula)
19. Le Procès : 1re partie (The Trial: Part 1)
20. Le Procès : 2e partie (The Trial: Part 2)
21. L'Accident (The Accident)
22. La Renommée (The Celebrity)

### Sixième saison (1991-1992)
1. Témoins gênants : 1re partie (The Witness Killings: Part 1)
2. Témoins gênants : 2e partie (The Witness Killings: Part 2)
3. L'Étrangleur (The Strangler)
4. Le Cauchemar (The Nightmare)
5. Le Conseil matrimonial (The Marriage Counselor)
6. La Dame (The Dame)
7. Le Suspect : 1re partie (The Suspect: Part 1)
8. Le Suspect : 2e partie (The Suspect: Part 2)
9. Légitime défense (The Defense)
10. Le Jeu télévisé (The Game Show)
11. Le Numéro de quatre (The Foursome)
12. La Photo : 1re partie (The Picture: Part 1)
13. La Photo : 2e partie (The Picture: Part 2)
14. Les Bannis : 1re partie (The Outcast: Part 1)
15. Les Bannis : 2e partie (The Outcast: Part 2)
16. La Prime (The Big Payoff)
17. L'Enlèvement (The Abduction)
18. L'Impitoyable (Mr. Awesome)
19. Le Journal de dix-neuf heures : 1re partie (The Evening News: Part 1)
20. Le Journal de dix-neuf heures : 2e partie (The Evening News: Part 2)
21. L'Assassinat : 1re partie (The Assassination: Part 1)
22. L'Assassinat : 2e partie (The Assassination: Part 2)

### Septième saison (1992-1993)
1. De drôles de vacances : 1re partie (The Vacation: Part 1)
2. De drôles de vacances : 2e partie (The Vacation: Part 2)
3. Vrai ou faux coupable : 1re partie (The Legacy: Part 1)
4. Vrai ou faux coupable : 2e partie (The Legacy: Part 2)
5. Le Fantôme (The Ghost)
6. Des élèves très studieux (The Class)
7. Une chanteuse très encombrante (The Singer)
8. Une rencontre malheureuse (The Mark)
9. Le Juré (The Juror)
10. L'Héritage : 1re partie (The Fortune: Part 1)
11. L'Héritage : 2e partie (The Fortune: Part 2)
12. Obstruction à la justice (The Debt)
13. Vengeance (The Revenge)
14. L'Obsession (The Obsession)
15. Le Divorce (The Divorce)
16. Aventure fatale : 1re partie (The Final Affair: Part 1)
17. Aventure fatale : 2e partie (The Final Affair: Part 2)
18. Le Concours (The Competition)

### Huitième saison (1993-1994)
1. La Pièce de théâtre (The Play)
2. Séduction fatale : 1re partie (The Fatal Seduction: Part 1)
3. Séduction fatale : 2e partie (The Fatal Seduction: Part 2)
4. La Méprise (The Diner)
5. Une vue imprenable (The View)
6. Dernière représentation (The Last Laugh)
7. Peine capitale (The Capital Offense)
8. Le Revenant : 1re partie (The Haunted: Part 1)
9. Le Revenant : 2e partie (The Haunted: Part 2)
10. Le Complot (The Conspiracy)
11. Le Cauchemar de Matlock (Matlock's Bad, Bad, Bad Dream)
12. Le Crime parfait (The Defendant)
13. Enlèvements en série : 1re partie (The Kidnapping: Part 1)
14. Enlèvements en série : 2e partie (The Kidnapping: Part 2)
15. La Tentation (The Temptation)
16. L'Escroquerie (The Crook)
17. L'assassin est parmi nous (The Murder Game)
18. Brennen (Brennen)
19. Un nouveau départ (The P. I.)
20. Le Mariage de Laura (The Godfather)
21. L'Idole : 1re partie (The Idol: Part 1)
22. L'Idole : 2e partie (The Idol: Part 2)

### Neuvième saison (1994-1995)
1. L'Accusée : 1re partie (The Accused: Part 1)
2. L'Accusée : 2e partie (The Accused: Part 2)
3. Le Scandale (The Scandal)
4. Le Tueur philanthrope (The Dare)
5. La Photo (The Tabloid)
6. L'Entraîneur (The Coach)
7. Rencontre fatale (The Dating Game)
8. La Confession (The Confession)
9. Fréquence meurtre (Dead Air)
10. Graine de voleur (The Getaway)
11. Le Verdict (The Verdict)
12. Un risque calculé (The Deadly Dose)
13. Un crime presque parfait (The Target)
14. Colère dans le prétoire (The Assault)
15. Le Triathlon meurtrier : 1re partie (The Heist: Part 1)
16. Le Triathlon meurtrier : 2e partie (The Heist: Part 2)
17. Fraude toujours : 1re partie (The Scam: Part 1)
18. Fraude toujours : 2e partie (The Scam: Part 2)

## Commentaires
Dans la série Les Simpson, Matlock est la série préférée d'Abraham Simpson, et généralement de la partie âgée de la population de Springfield.

## DVD
L'intégrale de la saison 1 est sortie aux États-Unis le 8 avril 2008. Un coffret réunissant l'intégrale de la série est sorti aux États-Unis le 7 avril 2015.

## Récompenses
- Emmy Award 1992 : Meilleure musique de Bruce Babcock pour l'épisode L'Étrangleur.